# Hohenaspe
Hohenaspe è un comune tedesco del circondario di Steinburg, nella regione dello Schleswig-Holstein. Ha circa 2 000 abitanti.